# Masashi Koizuka
Masashi Koizuka (肥塚 正史 Koizuka Masashi?) es un animador y director de anime japonés. Es mayormente conocido por su trabajo en la serie de anime Shingeki no Kyojin.

## Trayectoria
Koizuka nació en 1980 y se graduó en la Universidad de Hosei. Debutó como director en el videojuego Tales of Asteria, desarrollado por KLab y Bandai Namco Entertainment en 2014. Luego comenzó a trabajar en el estudio Bee Train. A lo largo de su carrera, supervisó las actuaciones y la entrega de Robotics;Notes, y pasó a convertirse en asistente de dirección y diseñador de utilería de la serie Shingeki no Kyojin después de unirse a Wit Studio en 2013.
En 2017, asumió su primer trabajo como director principal en la serie de anime Shingeki no Kyojin: Season 2. En 2024, se convirtió en el director principal de la nueva adaptación al anime del manga One Piece, producida por Wit Studio y titulada The One Piece.

## Trabajos

### Series de televisión
Destaca papeles con funciones de dirección de series.
     Destaca papeles con funciones de asistente de dirección o supervisión.
| Año  | Título                               | Director(es)                    | Estudio                  | Funciones | Refs.  |
| ---- | ------------------------------------ | ------------------------------- | ------------------------ | --- | ------ |
| 2003 | .hack//Tasogare no Udewa Densetsu    | Kōichi Mashimo Kōji Sawai       | Bee Train                | Animación clave (#5) | [ 4 ]  |
| 2003 | IGPX: Immortal Grand Prix            | Kōichi Mashimo                  | Bee Train Production I.G | Verificación de animación | [ 5 ]  |
| 2003 | Avenger                              | Kōichi Mashimo                  | Bee Train                | Animación intermedia (#3, 8, 13) Animación clave (#2-3, 6, 12) | [ 6 ]  |
| 2004 | Madlax                               | Kōichi Mashimo                  | Bee Train                | Verificación intermedia (#3, 7-8, 24) Animación clave (#1, 3-5, 13, 16, 19, 22-23) | [ 7 ]  |
| 2004 | Gankutsuō                            | Mahiro Maeda                    | Gonzo                    | Animación clave (#20) | [ 8 ]  |
| 2005 | Tsubasa Chronicle                    | Kōichi Mashimo                  | Bee Train                | Diseño conceptual Animación clave (#5, 9, 12, 20, 23) | [ 9 ]  |
| 2006 | Spider Riders: Oracle no Yūsha-tachi | Kōichi Mashimo Takaaki Ishiyama | Bee Train                | Diseño conceptual Animación clave (#1-2, 4, 6, 12, 17, 21) | [ 10 ] |
| 2006 | .hack//Roots                         | Kōichi Mashimo                  | Bee Train                | Animación clave (#17, 23) | [ 11 ] |
| 2007 | El Cazador de la Bruja               | Kōichi Mashimo                  | Bee Train                | Diseño mecánico Director de animación (#19) Animación clave (#1, 14, 26; ED 1) | [ 12 ] |
| 2007 | Spider Riders: Yomigaeru Taiyō       | Kōichi Mashimo                  | Bee Train                | Animación clave (#13) | [ 13 ] |
| 2007 | Baccano!                             | Takahiro Ōmori                  | Brain's Base             | Animación clave (#12) | [ 14 ] |
| 2007 | Mobile Suit Gundam 00                | Seiji Mizushima                 | Sunrise                  | Animación clave (#6) | [ 15 ] |
| 2008 | Kure-nai                             | Kō Matsuo                       | Brain's Base             | Animación clave (#4, 12) | [ 16 ] |
| 2008 | RD Sennō Chōsashitsu                 | Kazuhiro Furuhashi              | Production I.G           | Director de animación (#24) Animación clave (#24) | [ 17 ] |
| 2008 | Mugen no Jūnin                       | Kōichi Mashimo                  | Bee Train                | Diseño de armas Animación clave (#10-11) | [ 18 ] |
| 2009 | Guin Saga                            | Atsushi Wakabayashi             | Satelight                | Director de animación (#2) | [ 19 ] |
| 2009 | Tokyo Magnitude 8.0                  | Masaki Tachibana                | Bones Kinema Citrus      | Director de animación (#2, 7) Director de animación asistente (#10) Animación clave (#2, 9, 11) | [ 20 ] |
| 2010 | Durarara!!                           | Takahiro Ōmori                  | Brain's Base             | Diseño de objetos Animación clave (#8) | [ 21 ] |
| 2011 | Hanasaku Iroha                       | Masahiro Andō                   | P.A. Works               | Director de animación (#5) Animación clave (#26) | [ 22 ] |
| 2011 | Hyōge Mono                           | Kōichi Mashimo                  | Bee Train                | Director de animación (#21, 26, 31, 36) Animación clave (#13, 16) | [ 23 ] |
| 2011 | Mawaru Penguindrum                   | Shōko Nakamura Kunihiko Ikuhara | Brain's Base             | Animación clave (#1) | [ 24 ] |
| 2011 | Guilty Crown                         | Tetsurō Araki                   | Production I.G           | Director de animación (#9-10, 15, 17, 19, 22) Director de animación asistente (#5, 11) Segunda animación clave (#11) Animación clave (#5, 9, 15, 17, 22)                                                           | [ 25 ] |
| 2012 | Robotics;Notes                       | Kazuya Nomura                   | Production I.G           | Director de episodio (#5) Animación clave (#5) | [ 26 ] |
| 2013 | Shingeki no Kyojin                   | Tetsurō Araki                   | Wit Studio               | Director asistente Diseño de utilería Director de episodios (#2, 13, 17, 25) Guionista gráfico (#2, 13, 25) Director de animación asistente (#4) Diseño de subpersonajes (#2, 14-16) Animación clave (#13, 17, 25) | [ 27 ] |
| 2015 | Owari no Seraph                      | Daisuke Tokudo                  | Wit Studio               | Director asistente Director de episodio (#2) Guionista gráfico (#6, 10) Cooperación con el director de animación (#8)                                                                                              | [ 28 ] |
| 2015 | Owari no Seraph: Nagoya Kessen-hen   | Daisuke Tokudo                  | Wit Studio               | Director asistente Director de episodio (#23) Guionista gráfico (#17, 23; OP) Director de unidad (#OP) | [ 29 ] |
| 2016 | Kōtetsujō no Kabaneri                | Tetsurō Araki                   | Wit Studio               | Maquetación (#9) | [ 30 ] |
| 2017 | Shingeki no Kyojin: Season 2         | Tetsurō Araki Masashi Koizuka   | Wit Studio               | Director Guionista gráfico (#26-27) | [ 2 ]  |
| 2018 | Shingeki no Kyojin: Season 3         | Tetsurō Araki Masashi Koizuka   | Wit Studio               | Director Guionista gráfico (#38) Director de animación (#45) | [ 31 ] |
| 2019 | Shingeki no Kyojin: Season 3 Part 2  | Tetsurō Araki Masashi Koizuka   | Wit Studio               | Director Director de animación (#59) Animación clave (#59) | [ 32 ] |

### Películas
Destaca papeles con funciones de dirección de series.
| Año  | Título                                             | Director(es)                     | Estudio              | Funciones                             | Refs.  |
| ---- | -------------------------------------------------- | -------------------------------- | -------------------- | ------------------------------------- | ------ |
| 2004 | Mind Game                                          | Masaaki Yuasa                    | Studio 4°C           | Animación intermedia                  | [ 33 ] |
| 2008 | Meitantei Conan Movie 12: Senritsu no Full Score   | Yasuichirō Yamamoto              | TMS Entertainment    | Animación clave                       | [ 34 ] |
| 2009 | Kōkyōshihen Eureka Seven: Pocket ga Niji de Ippai  | Tomoki Kyoda Hiroshi Haraguchi   | Bones Kinema Citrus  | Director de animación Animación clave | [ 35 ] |
| 2010 | Break Blade Movie 1: Kakusei no Toki               | Tetsurō Amino Nobuyoshi Habara   | Production I.G Xebec | Animación clave (#OP)                 | [ 36 ] |
| 2010 | Break Blade Movie 2: Ketsubetsu no Michi           | Tetsurō Amino Nobuyoshi Habara   | Production I.G Xebec | Animación clave (#OP)                 | [ 36 ] |
| 2010 | Break Blade Movie 3: Kyōjin no Ato                 | Tetsurō Amino Nobuyoshi Habara   | Production I.G Xebec | Animación clave (#OP)                 | [ 36 ] |
| 2010 | Break Blade Movie 4: Sanka no Chi                  | Tetsurō Amino Nobuyoshi Habara   | Production I.G Xebec | Animación clave (#OP)                 | [ 36 ] |
| 2011 | Break Blade Movie 5: Shisen no Hate                | Tetsurō Amino Nobuyoshi Habara   | Production I.G Xebec | Animación clave (#OP)                 | [ 36 ] |
| 2011 | Break Blade Movie 6: Dōkoku no Toride              | Tetsurō Amino Nobuyoshi Habara   | Production I.G Xebec | Animación clave (#OP)                 | [ 36 ] |
| 2012 | Berserk: Ōgon Jidai-hen I - Haō no Tamago          | Toshiyuki Kubooka                | Studio 4°C           | Animación clave                       | [ 37 ] |
| 2012 | Berserk: Ōgon Jidai-hen II - Doldrey Kōryaku       | Toshiyuki Kubooka                | Studio 4°C           | Animación clave                       | [ 38 ] |
| 2018 | Shingeki no Kyojin Season 2 Movie: Kakusei no Hōkō | Yasuko Kobayashi Masashi Koizuka | Wit Studio           | Director                              | [ 39 ] |

### ONAs
Destaca papeles con funciones de dirección de series.
| Año  | Título        | Director(es)    | Estudio    | Funciones                                                                    | Refs.         |
| ---- | ------------- | --------------- | ---------- | ---------------------------------------------------------------------------- | ------------- |
| 2025 | Moonrise      | Masashi Koizuka | Wit Studio | Director Composición de la serie Guionista (#1-18) Guionista gráfico (#1, 5) | [ 40 ] [ 41 ] |
| —    | The One Piece | Masashi Koizuka | Wit Studio | Director                                                                     | [ 42 ]        |

### OVAs
Destaca papeles con funciones de dirección de series.
| Año  | Título                              | Director(es)                     | Estudio           | Funciones                                        | Refs.  |
| ---- | ----------------------------------- | -------------------------------- | ----------------- | ------------------------------------------------ | ------ |
| 2002 | .hack//Liminality                   | Kōichi Mashimo                   | Bee Train         | Animación intermedia (#2, 4)                     | [ 43 ] |
| 2003 | .hack//Gift                         | Kōichi Mashimo Shin'ya Kawatsura | Bee Train         | Animación intermedia                             | [ 44 ] |
| 2007 | Murder Princess                     | Tomoyuki Kurokawa                | Bee Train         | Diseño Animación clave (#OP, ED)                 | [ 45 ] |
| 2008 | Lupin III: Green vs. Red            | Shigeyuki Miya                   | TMS Entertainment | Animación clave                                  | [ 46 ] |
| 2009 | Denpa teki na Kanojo                | Mamoru Kanbe                     | Brain's Base      | Animación clave (#1)                             | [ 47 ] |
| 2011 | .hack//Quantum                      | Masaki Tachibana                 | Kinema Citrus     | Asistente de diseño Director de animación (#2-3) | [ 48 ] |
| 2014 | Shingeki no Kyojin: Kuinaki Sentaku | Tetsurō Araki                    | Wit Studio        | Director de episodio (#1) Guionista gráfico (#1) | [ 49 ] |
| 2017 | Shingeki no Kyojin: Lost Girls      | Masashi Koizuka                  | Wit Studio        | Director Guionista gráfico (#1)                  | [ 50 ] |